# Marcel Lehoux

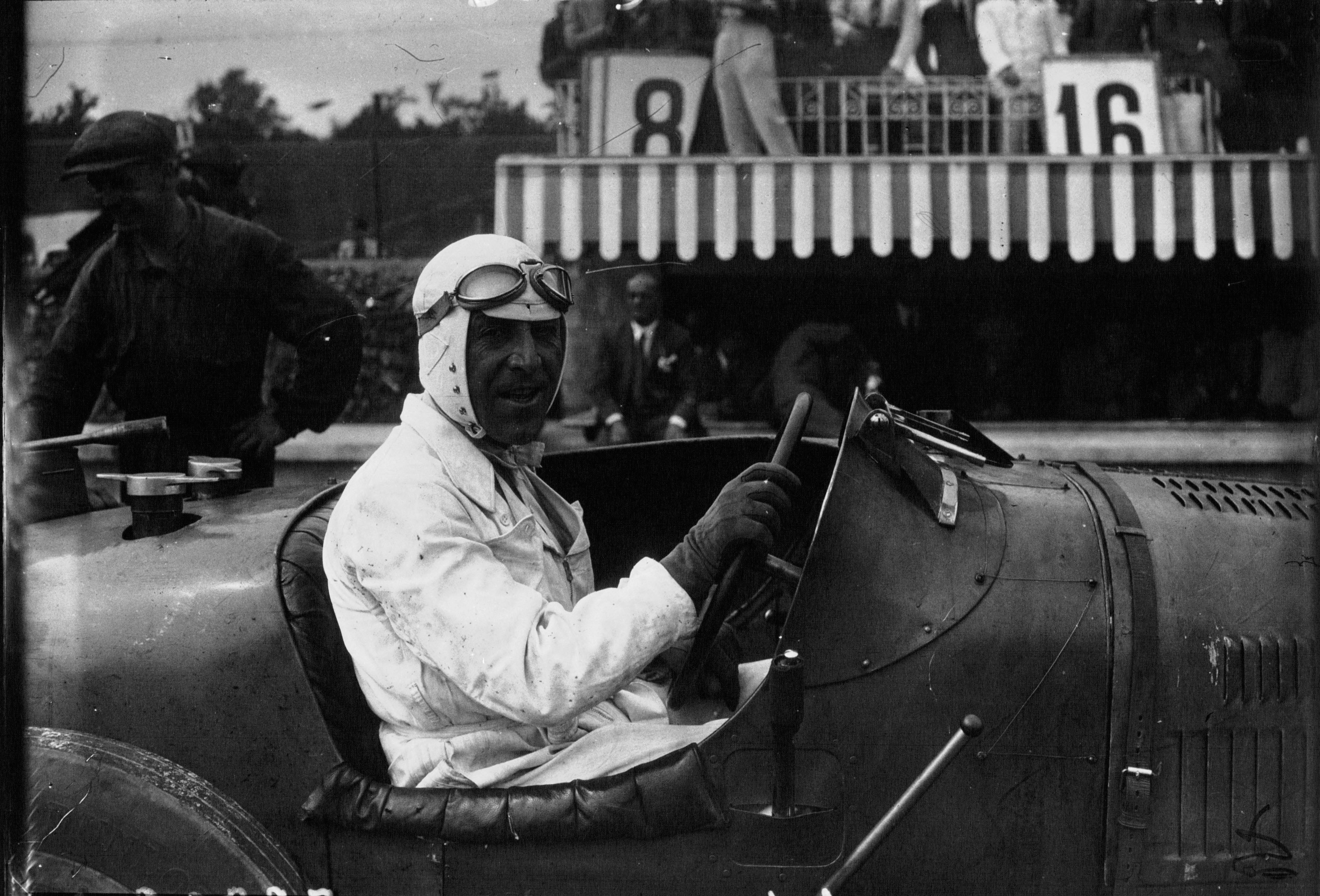
Marcel Lehoux in Monza 1930

Marcel Lehoux (* 3. April 1888 oder 1889 in Fougères; † 19. Juli 1936 in Deauville) war ein französischer Automobilrennfahrer.

## Karriere
Lehoux wurde im Château de Fougères in dem kleinen Ort Fougeré als Kind wohlhabender Eltern geboren, wuchs aber in der damals französischen Kolonie Französisch-Nordafrika im heutigen Algerien auf. Zum Rennsport gelangte er 1924 im Alter von 35 Jahren, nachdem er sich als Geschäftsmann ein Vermögen erarbeitet hatte. Auf Anhieb gewann er in einem Bugatti sein erstes Rennen. 
In den folgenden Jahren siegte er mit Bugatti in mehreren Großen Preisen, unter anderem in Algerien, Tunesien, Pau und Monza.
Erst viel später, im Jahr 1934, wurde Ferrari auf ihn aufmerksam und er wurde Werksfahrer bei der Scuderia, die damals Werksteam von Alfa Romeo war. Während dieser Zeit gelang es ihm jedoch nicht mehr an frühere Erfolge anzuknüpfen und so trennten sich Lehoux und Ferrari bereits ein Jahr später wieder. Lehoux startete 1935 als Privatfahrer auf Maserati, bevor er 1936 wieder Werksfahrer wurde; diesmal für ERA. Doch hier auch hier blieben Siege aus. Am 19. Juli 1936 verunglückte Lehoux beim Grand Prix de Deauville tödlich, als er kurz vor Rennende mit dem Alfa Romeo von Giuseppe Farina kollidierte. Er wurde aus dem Wagen geschleudert und zog sich Verletzungen zu, denen er unmittelbar erlag. Gelegentliche Berichte, er sei in seinem Wagen verbrannt, treffen wahrscheinlich nicht zu. Farina erlitt bei dem Unfall leichte Kopfverletzungen.

## Trivia
- Lehoux′ Nationalität wird oft als algerisch angegeben, da er einen Großteil seines Lebens in der damaligen französischen Kolonie verbrachte.
- Lehoux′ Spitzname war „The Lionhearted“ (Löwenherz)